# Estação Ecológica de Murici
Estação Ecológica de Murici é uma área protegida no estado de Alagoas, Brasil, com aproximadamente 6 116 ha de área.

## Localização
Na região noroeste do Estado de Alagoas.
Localizada a aproximadamente 15 km da cidade de Murici, que está a aproximadamente 50 km de Maceió.
A Estação localiza-se no Planalto da Borborema, mas com porções localizadas sobre os Tabuleiros Sedimentares Costeiros a leste da Unidade.
A estação ecológica fica entre os municípios de Flexeiras, Messias e Murici. Como as placas de identificação foram derrubadas, é difícil saber onde começam e onde terminam os seis hectares que compõem a reserva.

## Bioma
Mata Atlântica
Esta unidade foi criada para proteger e preservar amostras de Ecossistemas de Floresta Atlântica Nordestina e propiciar o desenvolvimento de pesquisa científica e programas de educação ambiental.

## Clima
O clima é quente e úmido, com estação seca no verão e chuvosa no outono-inverno.
A estação chuvosa tem início em abril e se prolonga até agosto, sendo que as maiores precipitações ocorrem em maio e julho.
O período de maior estiagem ocorre entre novembro e janeiro, sendo dezembro o mês mais seco. A precipitação anual oscila entre 750 a 1000 mm.
A temperatura média é de 23 ºC.
Os solos da Estação são principalmente podzólicos e latosolos.

## Flora
A fitofisionomia vegetal dominante na região é a Floresta Ombrófila Densa, segundo o mapa de vegetação do IBGE.
A Unidade possui bioma Floresta Atlântica.

## Fauna
Fragmentos florestais encontrados em Murici possuem o mais alto índice de diversidade de espécies animais, formando uma barreira geográfica para vários grupos de animais habitantes exclusivos da mata atlântica.
Fonte: IBAMA